# Jacques Gaitte

Tractatus de usura, 1688
(Fondazione Mansutti, Milano).

Jacques Gaitte (fl. XVII secolo) è stato un teologo francese del XVII secolo.

## Biografia
Laureato in teologia alla Sorbona di Parigi, divenne canonico a Luçon, nello stesso luogo dove il cardinale Richelieu fu vescovo per molti anni. Gaitte appartiene ai rigoristi, cioè al gruppo di teologi che ritiene peccato qualsiasi indennizzo di assicurazione, con l'eccezione del danno emergente. Il suo primo trattato, Dissertatio de usuraria trium contractuum pravitate, fu pubblicato anonimo nel 1673 a Lione. L'opera riguarda l'usura e ricevette dure contestazioni dai teologi più moderati a causa delle posizioni intransigenti. Un secondo volume, il Tractatus de usura et foenore, risponde a queste critiche, e attacca Charles Dumoulin e Claude de Saumaise, insieme agli altri teorici del prestito. Secondo il pensiero di Gaitte, il denaro in prestito ai commercianti è sempre da considerarsi usurario e illecito.